# Cámara de Comercio del Oriente Antioqueño
La Cámara de Comercio del Oriente Antioqueño es una Entidad que promueve el progreso y desarrollo del Oriente Antioqueño a través del fortalecimiento del sector empresarial, promoviendo la formalización e impulsando programas y proyectos que benefician al empresariado de la Región, en alianza con importantes instituciones del orden local y nacional. Es una organización privada sin ánimo de lucro, que cumple la función delegada por el Gobierno Nacional de administrar los registros públicos de comercio.

## Historia
Ante el creciente desarrollo que a finales de los años 70 y principios de los 80 se presentó en el Oriente Antioqueño representado en el asentamiento de industrias y el desarrollo de importantes obras de infraestructura para la zona como la construcción de la Autopista Medellín - Bogotá, el Aeropuerto José María Córdova y el desarrollo de varios proyectos hidroeléctricos, un grupo de comerciantes asentados en la Región solicitaron hacia el año de 1.984 la creación de una cámara de comercio con sede en el municipio de Rionegro.
El 11 de septiembre de ese mismo año se reunieron doce empresarios quienes en nombre propio declararon creada la Cámara de Comercio del Oriente Antioqueño. El 5 de diciembre eligieron la junta provisional y el 19 de diciembre del mismo mes fue entregada la documentación a la Superintendencia de Industria y Comercio, solicitando la creación oficial de la Entidad.
Luego de tres años de intensas gestiones, el Gobierno Nacional aprobó la creación de la Entidad mediante el Decreto 29 de julio de 1987. Meses después, el 7 de septiembre de 1987, en un local ubicado diagonal a la plaza de mercado de Rionegro, abrió sus puertas a sus usuarios la Cámara de Comercio del Oriente Antioqueño, con sede principal en Rionegro y con jurisdicción en los 23 municipios de la Región, los cuales para efectos del Registro Público Mercantil, dependían anteriormente de la Cámara de Comercio de Medellín.